# داني أنتونوتشي
داني إدوارد أنتونوتشي (بالإنجليزية:  danny antonucci)‏ من مواليد 27 فبراير 1965 هو رسام رسوم متحركة ومخرج ومنتج وكاتب كندي، ومعروف انه مخرج مسلسل الرسوم المتحركة المشهور إد إدد وإدي لكرتون نتورك ستوديوز.

## الحياة الشخصية
كان والدا أنتونوتشي مهاجرين إيطاليين إلى كندا، أثرت تجاربه كطفل في عائلة مهاجرة بعمق على عمله في وقت لاحق، مثل لوبو الجزار
حضر أنتونوتشي كلية شيريدان للفنون البصرية لكنه استقال لتولي وظيفة الرسوم المتحركة في كانيماج للإنتاج وهو قسم من هانا-باربيرا

## الحياة المهنية
بدأ أنتونوتشي حياته المهنية كالرسام رسوم متحركة وعمل على العديد من العروض بما في ذلك عرض الكوميديا فلينتستون سكوبي دو وسكرابي دو والسفور وريتشي ريتش
إعتزم أنتونوتشي الانتقال إلى لوس أنجلوس
في عام 1984 للعثور على المزيد من العمل وهبط في فانكوفر كولومبيا البريطانية وحصل على وظيفة في شركة International Rocketship Limited وهو يُوجّه الأفلام القصيرة والإعلانات التلفزيونية، وكان جهده الأول على الفيلم القصير Hooray for Sandbox Land

## الجوائز والترشيحات
طوال حياته المهنية حصل أنتونوتشي على عدد من الجوائز عمل على عدد من الإعلانات التجارية الحائزة على جوائز لـ كونفيرس وESPN وليفيز في عام 1998 لعمله على كرتون سوشي وحصل أنتونوتشي على جائزة شعبة جمعية رسامي الكاريكاتير الوطنية للرسوم المتحركة التلفزيونية حصل مسلسل إد إدد وإدي الخاص به العديد من الجوائز والترشيحات لعمله على هذه السلسلة، فاز أنتونوتشي بي جائزة روبن لأفضل الرسوم المتحركة التلفزيونية في 1999 وجائزة ليو لأفضل مخرج في إنتاج الرسوم المتحركة أو المسلسل في عام 2000 أيضا، وأصبح مسلسله المعروف إد إدد وإدي الذي عرض من حوالي 11 عاما ولا يزال أطول عرض لي كرتون نتورك وكما كانت سلسلة كرتون نتورك الأكثر شعبية بين الأولاد الذين تتراوح أعمارهم بين 2-11 وصرح بوب هيجنز رئيس دي اتش اكس ميديا ان كرتون إد إدد وإدي يصح أن يكون الأفضل في الرسوم المتحركة، وكما ان جو موراي الشهير بإنشاء سلسلة الرسوم المتحركة حياة روكو الحديثة وكامب لازلو دعى انتونوتشي للعمل معه

## روابط خارجية
- داني أنتونوتشي على موقع IMDb (الإنجليزية)
- داني أنتونوتشي على موقع قاعدة بيانات الفيلم (الإنجليزية)
- داني أنتونوتشي على موقع كينوبويسك (الروسية)